# Анализ данных
Информационно-аналитическая деятельность — это процесс сбора, обработки, анализа и интерпретации информации, в результате которого разрозненные данные превращаются в законченную информационную продукцию – аналитический документ.
Анализ данных, Анализ информации:
- область математики[1] и информатики, занимающаяся построением и исследованием наиболее общих математических методов и вычислительных алгоритмов извлечения знаний из экспериментальных (в широком смысле) данных[2];
- процесс исследования, фильтрации, преобразования и моделирования данных с целью извлечения полезной информации и принятия решений.

Анализ данных имеет множество аспектов и подходов, охватывает разные методы в различных областях науки и деятельности.
Интеллектуальный анализ данных — это особый метод анализа данных, который фокусируется на моделировании и открытии данных, а не на их описании. Бизнес-аналитика охватывает анализ данных, который полагается на агрегацию. В статистическом смысле некоторые разделяют анализ данных на описательную статистику, исследовательский анализ данных и проверку статистических гипотез. Исследовательский анализ данных занимается открытием новых характеристик данных, а проверка статистических гипотез — на подтверждении или опровержении существующих гипотез. Прогнозный анализ фокусируется на применении статистических или структурных моделей для предсказания или классификации, а анализ текста применяет статистические, лингвистические и структурные методы для извлечения и классификации информации из текстовых источников принадлежащих к неструктурированным данным. Все это разновидности анализа данных.